# Comté de Keweenaw
Le comté de Keweenaw (Keweenaw County en anglais) est situé dans l'extrême nord de la péninsule supérieure de l'État de Michigan. Le comté est dans la partie nord de la péninsule de Keweenaw, qui se jette dans le lac Supérieur, et aussi plusieurs îles dans le lac, dont l'Isle Royale. Le parc national d'Isle Royale est dans le comté. 
Son siège est à Eagle River. Selon le recensement de 2010, la population est de 2 156 habitants. Sa population est la plus petite des comtés de Michigan.

## Géographie
Le comté a une superficie de 15 452 km², dont 1 401 km² est de terre.

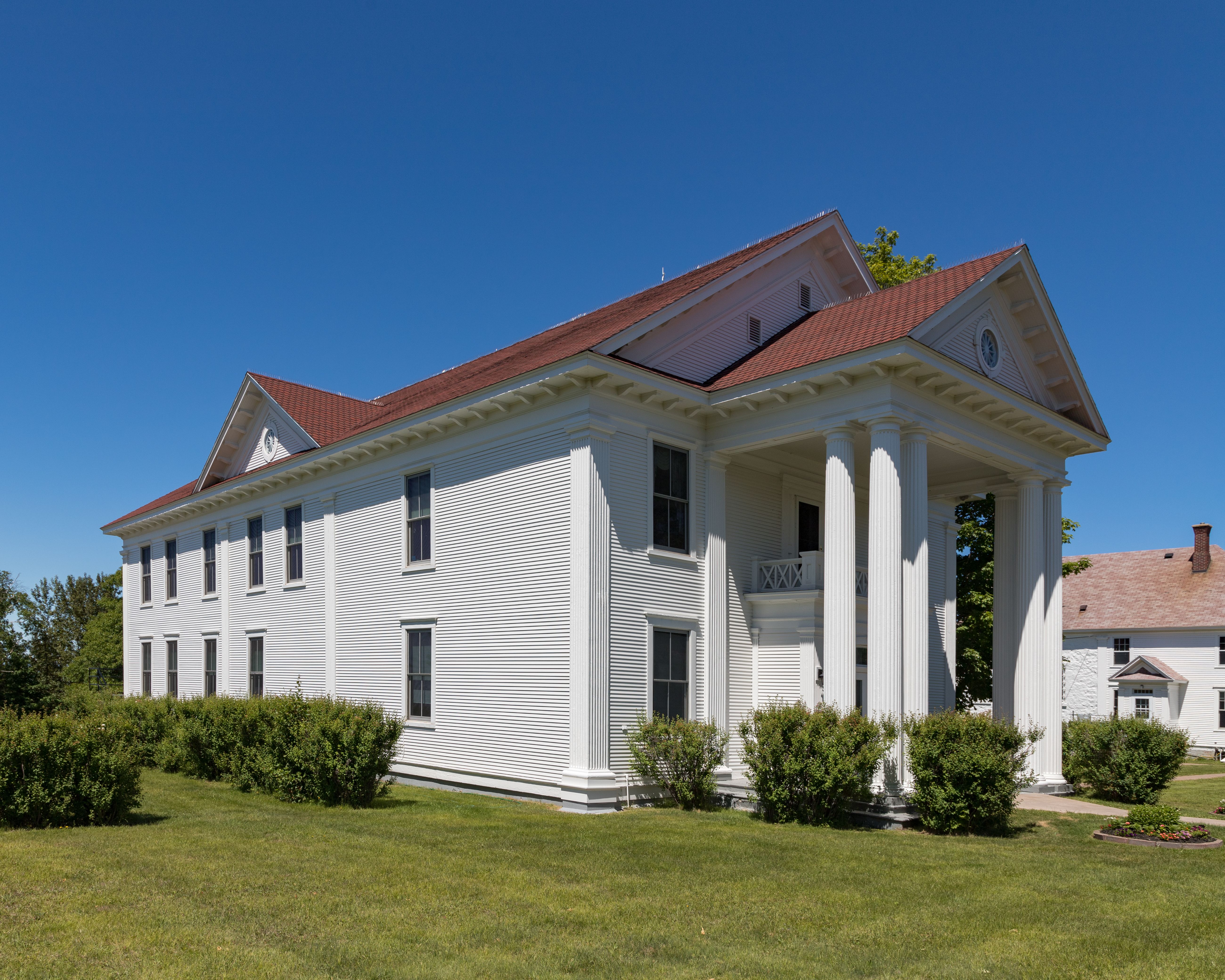
Le palais de justice du comté, à Eagle River.
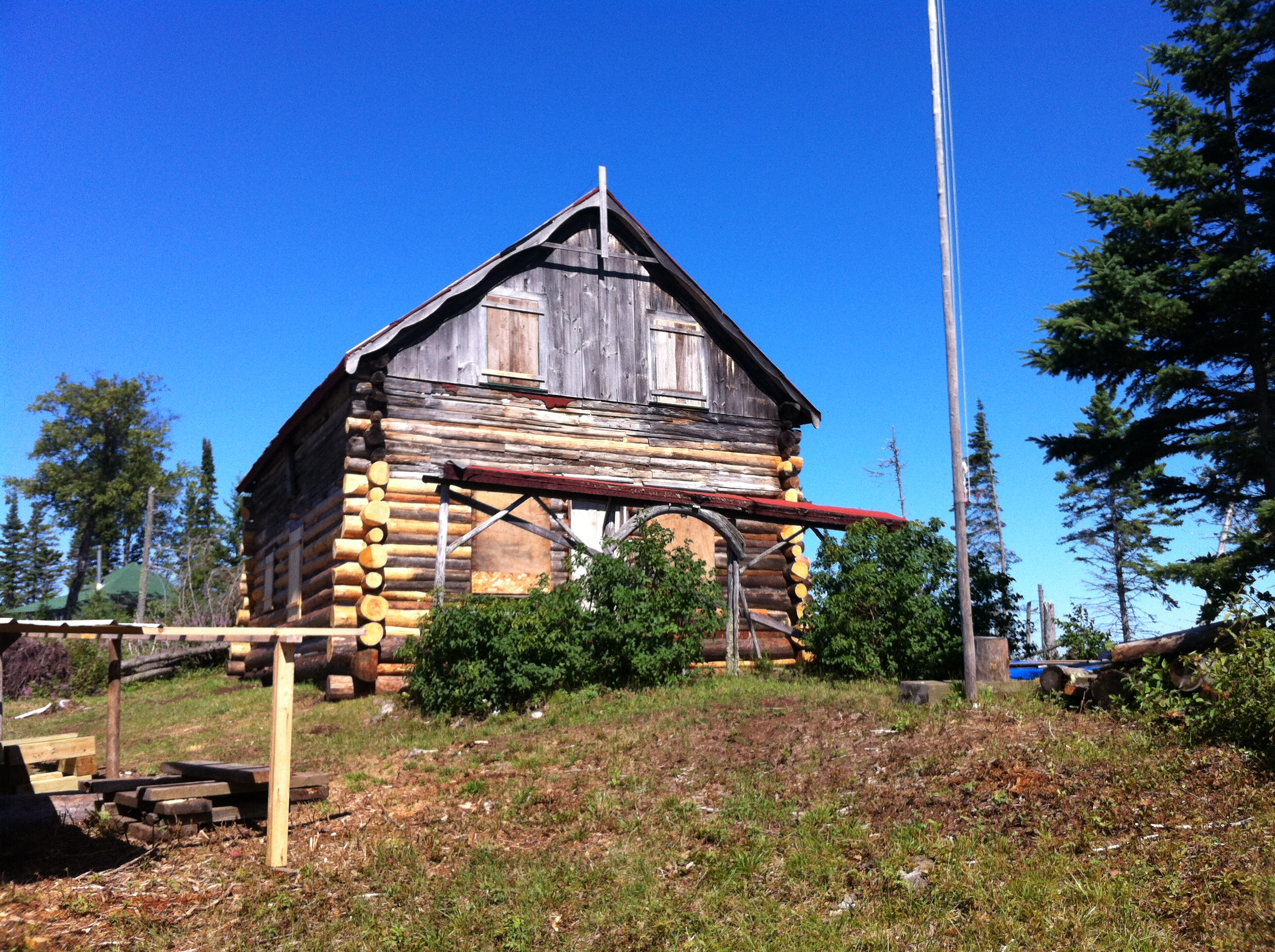
L'ancien Hôtel Johns, inscrit au Registre national des lieux historiques.
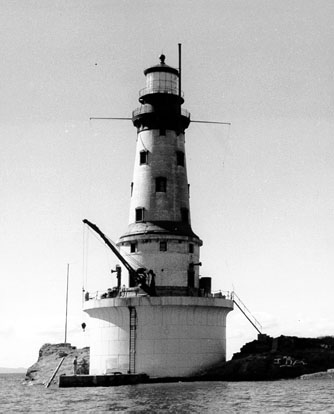
Le phare du Rock of Ages, sur le lac Supérieur.
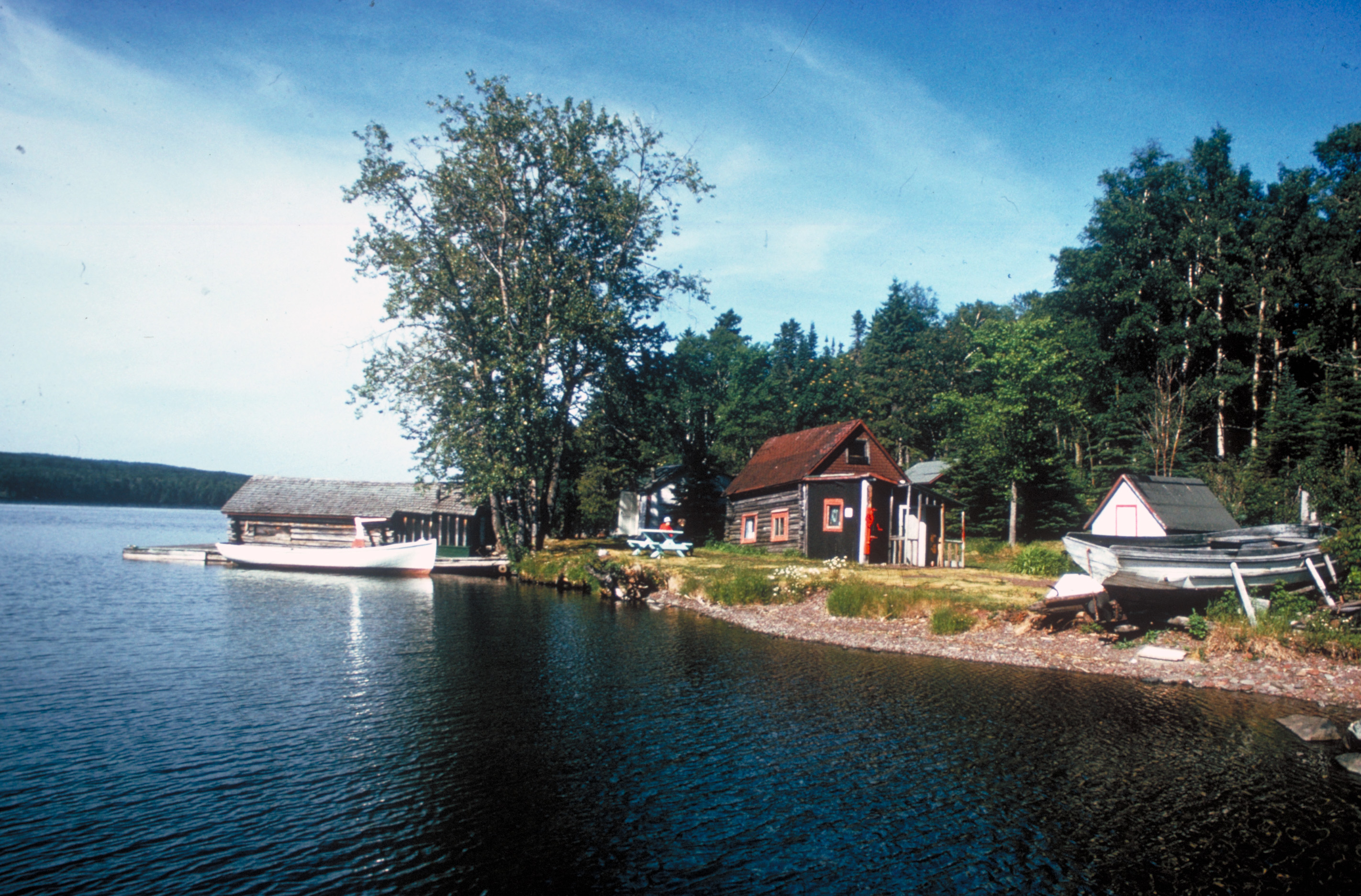
L'Edisen Fishery, ancienne pêcherie.

### Comté adjacent
- Comté de Houghton (sud)

## Zones protégées
- Parc national d'Isle Royale
- District historique de Tobin Harbor